# Dialogal
Dialogal és una revista trimestral amb caràcter divulgatiu que s'edita des del 2002, per iniciativa de l'Associació UNESCO per al Diàleg Interreligiós. Vol posar en valor la diversitat de creences religioses i espirituals. La revista aspira a ser un espai de reflexió per a tota persona en recerca de sentit. Un lloc de creixement, de novetat, de transformació, que vol crear pensament, generar debat i posar paraula a allò que s'està vivint actualment, dins i fora del marc religiós.

## Història
La revista va néixer a la primavera del 2002, impulsada per l'editorial El Ciervo 96. És la primera revista d'aquestes característiques que s'edità a Catalunya. Entre 2002 i 2008 Francesc Rovira, secretari adjunt de l'associació, i professor al Centre d'Estudi de les Tradicions Religioses i a l'Institut Superior de Ciències Religioses Sant Fructuós, en va ser el director. Va agafar el relleu Manuel Pérez Browne. En aquest període hi van col·laborar personalitats com Laia Villegas, sanscritista i especialista en filosofia hindú; Jaume Angelats, doctor en teologia; Tina Vallès, filòloga, o David Casals Vila, periodista.
Durant el 2016 la revista va passar a ser gestionada per Editorial Mediterrània. La tardor del mateix any, ja sota la direcció de Clara Fons Duocastella, la revista fou rellançada i va renovar completament el disseny, actualitzar els continguts i va iniciar la seva presència a les xarxes socials. També va incorporar més temes d'actualitat i nous col·laboradors.
A la primavera de 2020, Fragmenta Editorial va prendre el relleu de Mediterrània, mantenint Clara Fons Duocastella a la direcció i incorporant l'escriptora Anna Punsoda com a editora de la publicació.